# Schottische Badmintonmeisterschaft 1967
Die Schottische Badmintonmeisterschaft 1967 fand in Edinburgh statt. Es war die 46. Austragung der nationalen Meisterschaften von Schottland im Badminton.

## Titelträger
| Disziplin    | Sieger                              |
| ------------ | ----------------------------------- |
| Herreneinzel | Robert McCoig                       |
| Dameneinzel  | Muriel Ferguson                     |
| Herrendoppel | Robert McCoig Jim Campbell          |
| Damendoppel  | Catherine Dunglison Muriel Ferguson |
| Mixed        | Robert McCoig M. Tait               |